# Jurij Szczekoczichin
Jurij Pietrowicz Szczekoczichin (ros. Юрий Петрович Щекочихин, ur. 9 czerwca 1950, zm. 3 lipca 2003) – rosyjski dziennikarz, członek Dumy Państwowej i Komitetu Walki z Korupcją, deputowany partii Jabłoko. Zajmował się badaniem prac rosyjskich służb specjalnych.
Był zastępcą redaktora naczelnego dziennika „Nowaja gazieta” (w którym pracowała m.in. Anna Politkowska). W 2003 ujawnił korupcję w środowisku prokuratora generalnego.
Przed wyjazdem do Stanów Zjednoczonych zachorował i trafił do Centralnej Kliniki Kremlowskiej, gdzie zmarł w nocy z 2 na 3 lipca 2003. Jako przyczynę śmierci podano „poważną reakcję alergiczną”. Wyniki jego dochodzeń w sprawie działań rosyjskich służb specjalnych są objęte tajemnicą państwową.